# James Callaghan
Leonard James Callaghan, Barón Callaghan of Cardiff (Portsmouth, Hampshire, 27 de marzo de 1912-Ringmer, Sussex Oriental; 26 de marzo de 2005), fue un político británico que se desempeñó como primer ministro del Reino Unido desde 1976 hasta 1979 y líder del Partido Laborista desde 1976 hasta 1980. Callaghan es hasta la fecha el único político de la historia británica que ocupó todas las denominadas «grandes oficinas del Estado»: fue ministro de hacienda (Chancellor of the Exchequer) entre 1964 y 1967, secretario de Estado para Asuntos Internos (Home Department) entre 1967 y 1970 y secretario de Estado para Relaciones Exteriores y de la Mancomunidad (Foreign Secretary) desde 1974 hasta su elección como primer ministro en 1976. 
Durante el período en que estuvo a cargo del Ministerio de Hacienda la economía británica se encontraba en una situación difícil: tuvo que lidiar con un déficit en la balanza de pagos y dificultades monetarias. En noviembre de 1967 el gobierno se vio forzado devaluar la libra esterlina a pesar de que había declarado previamente que tal medida no iba a ser necesaria. Callaghan presentó su renuncia pero terminó intercambiando su posición con Roy Jenkins. Como viceministro de Interior (secretario de Estado para Asuntos Internos) Callaghan envió a las Fuerzas armadas en apoyo de la policía de Irlanda del Norte.

## Biografía
Leonard James Callaghan nació en Portsmouth, ciudad costera del sur de Inglaterra, el 27 de marzo de 1912. Tomó su segundo nombre de su padre, James (1877-1921), hijo de padre católico irlandés (que había huido a Inglaterra durante la Gran Hambruna Irlandesa) y madre judía. Su padre huyó de casa en la década de 1890 para alistarse en la Marina Real Británica; como era un año demasiado joven para alistarse, falsificó su fecha de nacimiento y cambió su apellido de Garogher a Callaghan para que no se pudiera rastrear su verdadera identidad. Ascendió al rango de suboficial mayor.  James Callaghan padre sirvió en la Primera Guerra Mundial a bordo del acorazado HMS Agincourt. Tras ser desmovilizado en 1919, se unió a la Guardia Costera y la familia se mudó a la ciudad de Brixham, en Devon. Falleció solo dos años después, en 1921, de un ataque al corazón a la edad de 44 años, dejando a la familia sin ingresos y obligada a depender de la caridad para sobrevivir. Su situación financiera mejoró en 1924 con la elección del primer gobierno laborista, que introdujo cambios que permitieron a la Sra. Callaghan recibir una pensión de viudedad de diez chelines semanales, basándose en que la muerte de su esposo se debió en parte a su servicio militar. En su autobiografía, Time and chance, recordó las dificultades económicas de su niñez y la ayuda prestada por un diputado laborista al morir su padre, James, nueve años más tarde. "Desde entonces siempre fuimos laboristas", escribió.
Obtuvo el Senior Oxford Certificate en 1929, pero no podía permitirse el ingreso a la universidad y, en su lugar, se presentó al examen de ingreso al Servicio Civil.
A los 17 años, Callaghan se fue a trabajar como empleado para el Inland Revenue en Maidstone en Kent. Mientras trabajaba en el Inland Revenue, Callaghan se unió a la sección de Maidstone del Partido Laborista y a la Association of the Officers of Taxes (AOT), un sindicato para esta rama del Servicio Civil; al año de unirse, se convirtió en el secretario de la oficina del sindicato. En 1932 aprobó un examen del Servicio Civil que le permitió convertirse en un alto funcionario fiscal, y en el mismo año se convirtió en el secretario de la sección de Kent del AOT. Al año siguiente, fue elegido miembro del consejo ejecutivo nacional de la AOT. En 1934, fue transferido a las oficinas de la Agencia Tributaria en Londres. Tras la fusión de sindicatos en 1936, Callaghan fue nombrado funcionario sindical a tiempo completo y secretario adjunto de la Federación de Personal de la Agencia Tributaria (IRSF), y renunció a sus funciones en la función pública.
Durante su tiempo trabajando en la Agencia Tributaria, a principios de la década de 1930, Callaghan conoció a su futura esposa Audrey Moulton, y se casaron en julio de 1938 en Maidstone.
Su puesto sindical en la IRSF puso a Callaghan en contacto con Harold Laski, presidente del Comité Ejecutivo Nacional del Partido Laborista y académico de la London School of Economics. Laski lo animó a presentarse como candidato al Parlamento, aunque posteriormente le pidió en repetidas ocasiones que estudiara y diera clases en la LSE. 
En 1940, tras el estallido de la Segunda Guerra Mundial, Callaghan solicitó unirse a la Marina Real Británica, pero inicialmente fue rechazado debido a que ser funcionario sindical se consideraba una ocupación reservada. Finalmente, se le permitió unirse a la Reserva Voluntaria de la Marina Real Británica como marinero ordinario en 1942. Mientras se preparaba para su ascenso, su examen médico reveló que padecía tuberculosis, por lo que ingresó en el Hospital Naval Real Haslar en Gosport, cerca de Portsmouth. Tras su recuperación, fue dado de baja y asignado a funciones en el Almirantazgo en Whitehall.

## Trayectoria política
James Callaghan entró en política, como diputado por Cardiff, el 5 de julio de 1945. Desempeñó también distintos cargos sindicales y optó por primera vez al liderazgo del Partido Laborista a la muerte de Hugh Gaitskell, en 1963.
Cuando Wilson ganó las siguientes elecciones generales y regresó como primer ministro en marzo de 1974, nombró a Callaghan como Secretario de Asuntos Exteriores. Apenas dos años después de comenzar su segundo mandato como primer ministro, Wilson anunció su dimisión el 16 de marzo de 1976. Su popularidad entre todos los sectores del movimiento laborista le permitió ganar la votación de los diputados laboristas para el liderazgo. El 5 de abril de 1976, Callaghan fue designado primer ministro.

Callaghan llegó al número 10 de Downing Street tras la dimisión de Harold Wilson en 1976 y después de haber controlado las tres carteras ministeriales de mayor peso político: chancellor o ministro de Finanzas, en 1964; ministro del Interior, en 1967, y jefe de la diplomacia, en 1974. Su larga experiencia en las funciones de gobierno y su perfil como candidato menos propenso a causar divisiones en el seno del Partido Laborista le aseguraron la dirección del partido y del país en 1976.
Al frente del Ministerio de Hacienda, se resistió a devaluar la libra esterlina hasta que la coyuntura hizo inevitable la caída de la moneda y, con ello, su dimisión del Tesoro, en el año 1967.[cita requerida]
En Interior, ordenó el despliegue de tropas británicas en Irlanda del Norte al calor de las primeras manifestaciones pro derechos civiles y los enfrentamientos de la mayoritaria población protestante. Como ministro de Exteriores del Gobierno Wilson, Callaghan condujo las negociaciones que permitieron la entrada del Reino Unido en la Comunidad Europea.
Sus tres años en Downing Street, como primer ministro, concluyeron en el llamado invierno del descontento, con el país prácticamente paralizado por continuas huelgas sindicales, que dieron munición a la oposición conservadora. Una moción de censura, que Callaghan perdió por un voto, precipitó la convocatoria de las elecciones generales de 1979, que sellaron el ascenso de Margaret Thatcher.
El ex primer ministro ocupó su escaño en los Comunes hasta 1987, cuando entró en la Cámara alta como Lord Callaghan de Cardiff.

### Obituario
«Fue víctima de los acontecimientos, del tiempo y el destino, contra los que luchó constantemente como primer ministro británico», señaló el obituario de la web de la BBC.

## Cargos desempeñados
- Miembro del Parlamento Británico (1945-1987)
- Secretario parlamentario para el Ministerio de Transportes (1947-1950)
- Secretario parlamentario y financiero para el Almirantazgo (1950-1951)
- Ministro de Hacienda del Reino Unido (1964-1967)
- Ministro del Interior del Reino Unido (1967-1970)
- Ministro de Asuntos Exteriores del Reino Unido (1974-1976)
- Líder del Partido Laborista (1976-1980)
- Primer ministro del Reino Unido (1976-1979)
- Líder de la oposición del Reino Unido (1979-1980)

## Otras lecturas

### Libros sobre Callaghan
- Callaghan, James. Time and Chance. Collins, 1987.
- Callaghan, James. Challenges and Opportunities for British Foreign Policy Archivado el 28 de octubre de 2014 en Wayback Machine.. Fabian Society, 1975.

## Biografías y estudios
- Ashton, Nigel. "‘A Local Terrorist Made Good’: the Callaghan government and the Arab–Israeli peace process, 1977–79." Contemporary British History 31.1 (2017): 114-135 en Internet Archivado el 19 de julio de 2018 en Wayback Machine..
- Bell, Patrick. The Labour Party in Opposition 1970–1974 (Routledge, 2012).
- Byrne, Christopher, Nick Randall, and Kevin Theakston. "The Collapse of Keynesian Welfarism 1970–1979: Heath, Wilson, Callaghan." in Disjunctive Prime Ministerial Leadership in British Politics (Palgrave Pivot, Cham, 2020). 51–83.
- Childs, David. Britain since 1945: A Political History (7th 2012) pp 190–212.
- Conroy, Harry. James Callaghan. (Haus, 2006).
- Dell, Edmund. The Chancellors: A History of the Chancellors of the Exchequer, 1945–90 (HarperCollins, 1997) pp 304–46, covers his term as Chancellor.
- Denver, David and Mark Garnett. British General Elections Since 1964: Diversity, Dealignment, and Disillusion (2014) doi 10.1093/acprof:osobl/9780199673322.003.0003
- Derbyshire, Dennis. Politics in Britain: From Callaghan to Thatcher (Political Spotlights). (Chambers, 1990).
- Deveney, Paul J. Callaghan's Journey to Downing Street (2010), scholarly study to 1976
- Donoughue, Bernard. Prime Minister: Conduct of Policy Under Harold Wilson and James Callaghan, 1974–79 (Jonathan Cape, 1987).
- Dorey, Peter. "‘Should I stay or should I go?’: James Callaghan's decision not to call an autumn 1978 general election." British Politics (2016) 11#1 pp 95–118. abstract
- Dorey, Peter. "'A Rather Novel Constitutional Experiment': The Formation of the 1977–8 'Lib–Lab Pact'." Parliamentary History 30#3 (2011): 374–394.
- Donoughue, Bernard. The Heat of the Kitchen (Politico's Publishing, 2003).
- Hay, Colin. "The winter of discontent thirty years on." The Political Quarterly 80.4 (2009): 545–552.
- Hennessy, Peter. The Prime Minister: the office and its holders since 1945 (Palgrave Macmillan, 2001) pp 376–96.
- Hickson, Kevin, and Jasper Miles, eds. James Callaghan: An Underrated Prime Minister? (Biteback, 2020)
- Hickson, Kevin, and Anthony Seldon, eds. New Labour, Old Labour: The Wilson and Callaghan Governments 1974–1979 (Routledge, 2004).
- Holmes, Martin. The Labour government, 1974–79: political aims and economic reality (Macmillan, 1985).
- Hughes, R. Gerald, et al. "Labour's Defence and Foreign Policy, 1976-79." in James Callaghan: An Underrated Prime Minister? (Biteback, 2020) pp. 235–258.
- Jefferys, Kevin (ed). Leading Labour (I. B. Tauris, 1999).
- Jones, Tudor. Remaking the Labour Party: From Gaitskell to Blair (Routledge, 2005).
- Kirkup, Jonathan, ed. The Lib-Lab Pact: A Parliamentary Agreement, 1977–78 (2014)
- Marsh, Steve. "Wilson, Callaghan and the management of Anglo-American relations, 1974-1976." Contemporary British History (2020): 1-26. https://doi.org/10.1080/13619462.2020.1785292 Archivado el 8 de noviembre de 2021 en Wayback Machine.
- Meredith, Stephen. "The oratory of James Callaghan." in Labour orators from Bevan to Miliband (Manchester University Press, 2016)   (enlace roto disponible en este archivo)..
- Meredith, Stephen. Labours old and new: the parliamentary right of the British Labour Party 1970–79 and the roots of New Labour (Oxford University Press, 2008).
- Morgan, Kenneth O. Callaghan: A Life (Oxford UP, 1997).
- Morgan, Kenneth O. Britain since 1945: The People's Peace (2nd ed. 2001) pp 397–433.
- Pryce, Sue. "James Callaghan 1976–9: A Caretaker." in Sue Pryce, Presidentializing the Premiership (Palgrave Macmillan, 1997), pp. 147–162.
- Rodgers, William. "Government under Stress. Britain'S Winter of Discontent 1979." The Political Quarterly 55#2 (1984): 171–179.
- Rogers, Chris. "Economic policy and the problem of sterling under Harold Wilson and James Callaghan." Contemporary British History 25#3 (2011): 339–363.
- Rosen, Greg. Dictionary of Labour Biography (Politico's Publishing, 2001).
- Rosen, Greg. Old Labour to New (Politico's Publishing, 2005).
- Shepherd, John.  Crisis? what crisis? : the Callaghan government and the British winter of discontent (Manchester University Press, 2013).
- Sked, Alan and Chris Cook. Post-War Britain: A Political History (4th ed. 1993)  pp 312–28
- Thomas, James. "‘Bound in by history’: The Winter of Discontent in British politics, 1979–2004." Media, Culture & Society 29#2 (2007): 263–283.
- Turner, Alwyn. Crisis? What Crisis?: Britain in the 1970s (2013) pp 181–204.
- Wass, Douglas. Decline to Fall: The Making of British Macro-economic Policy and the 1976 IMF Crisis (2008)  doi 10.1093/acprof:oso/9780199534746.003.0004

### Memorias
- Healey, Denis. The Time of My Life. Michael Joseph, 1989.